# سیارک ۵۱۴۵
سیارک ۵۱۴۵ (به انگلیسی: 5145 Pholus، نامگذاری:1992AD) پنج هزار و صد و چهل و پنجمین سیارک کشف شده‌است که در ۹ ژانویه ۱۹۹۲ کشف شد.
قدر مطلق سیارک برابر ۷٫۰۰ است.